# Ziemiojad brazylijski
Ziemiojad brazylijski (Geophagus brasiliensis) – gatunek ryby z rodziny pielęgnicowatych (Cichlidae). Bywa hodowany w akwariach.

## Występowanie
Ziemiojad brazylijski występuje w wodach słodkich i słonawych na atlantyckich wybrzeżach wschodniej i południowej Brazylii i Urugwaju.

## Morfologia
Długość ciała – zazwyczaj około 9 cm, maksymalnie do 28 cm.

## Pożywienie
Ziemiojad brazylijski żywi się każdym rodzajem pokarmu.

## Warunki hodowlane
Dno powinno być drobnoziarniste, ponieważ ziemiojad brazylijski przekopuje je w poszukiwaniu pokarmu. Woda powinna być lekko kwaśna, miękka albo średnio twarda, a jej temperatura wynosić ok. 23 °C. 

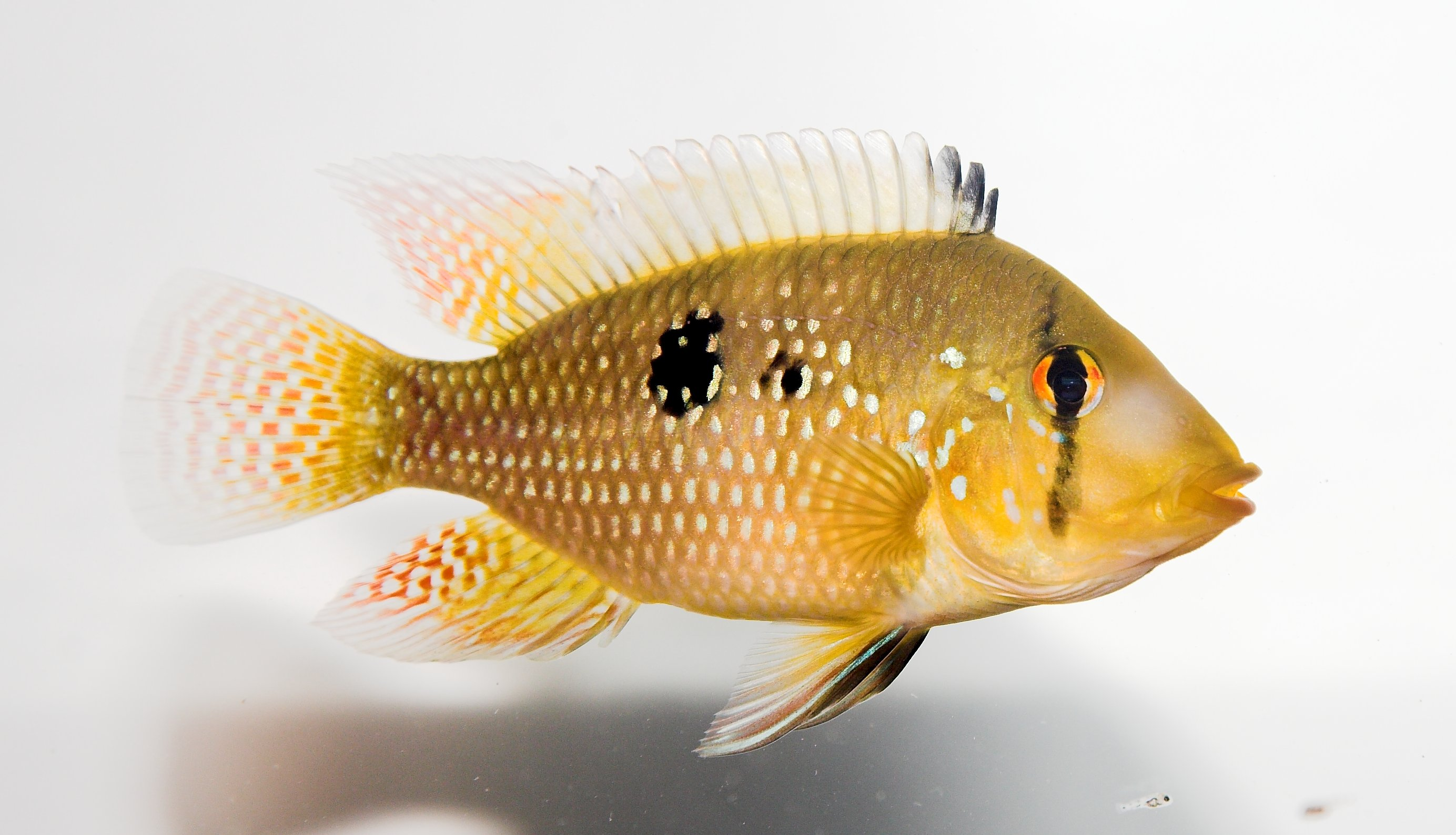
Samiec

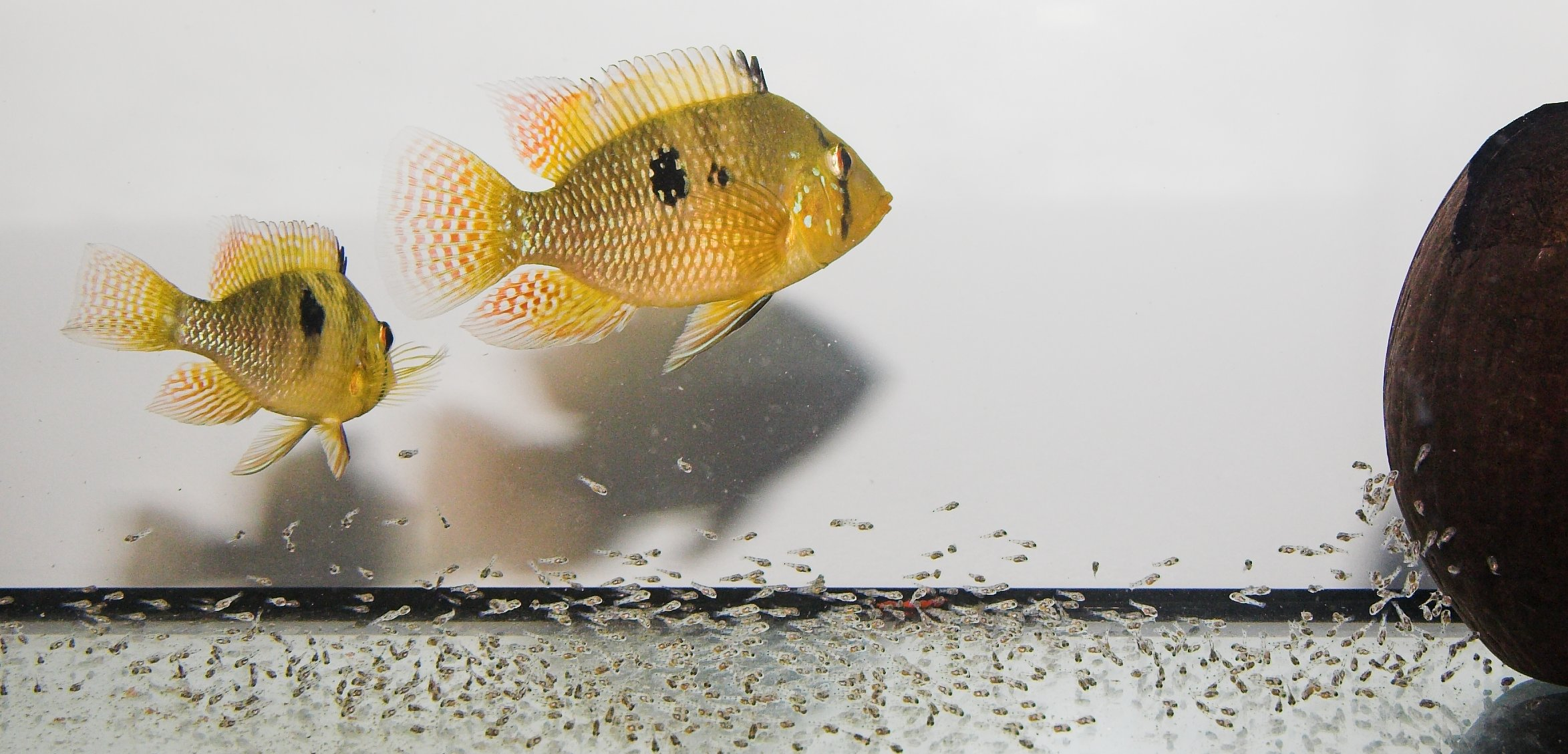
Para opiekująca się narybkiem

## Rozmnażanie
Po złożeniu kleistej ikry na oczyszczonej powierzchni rodzice ją chronią, tak jak potem wykluty narybek.